# Дої Йоїті
Дої Йоїті (яп. 土肥 洋一, нар. 25 липня 1973, Кумамото) — японський футболіст.

## Виступи за збірну
2004 року дебютував в офіційних матчах у складі національної збірної Японії. Відтоді провів у формі головної команди країни 4 матчі.

## Статистика виступів
| Збірна Японії | Збірна Японії | Збірна Японії |
| Роки          | Ігри          | голи          |
| ------------- | ------------- | ------------- |
| 2004          | 2             | 0             |
| 2005          | 2             | 0             |
| Усього        | 4             | 0             |

## Титули і досягнення
- У складі збірної:
  - Чемпіон Азії: 2004
- Клубні:
  - Володар Кубка Джей-ліги: 1999, 2004
- Особисті:
  - у символічній збірній Джей-ліги: 2004